# Berliet PH
Les Berliet PH représentent une gamme d'autobus produite par le constructeur français Berliet de 1961 à 1974. Ces autobus, à l'époque où le marché français était hermétiquement fermé aux productions étrangères, ont été les concurrents directs des Saviem SC2 et SC4. Ils dérivent des autocars Berliet PLH de 1956. 
La gamme PH comprend 5 modèles :
- PH 80 - version produite de 1959 à 1962, équipée du moteur Berliet MH 520 de 7,9 litres développant 150 Ch,
- PH 85 - version produite de 1962 à 1968, équipée du moteur Berliet MH 520 de 7,9 litres développant 150 Ch,
- PH 8/100 - version produite de 1961 à 1968, équipée du moteur Berliet MH 520 de 7,9 litres développant 150 Ch,
- PH 10/100 - version produite de 1961 à 1974, équipée du moteur Berliet MH 620 de 9,5 litres et 180 Ch,
- PH 12/100 - version produite de 1969 à 1973, équipée du moteur Berliet MH 635 de 12,0 litres et 240 Ch.

## Histoire
Les autobus de la gamme PH 80 / 85 / 8/100 & 10/100 offrent une grande capacité de transport malgré leur longueur classique, pour l'époque, de 9,7 et 10,66 mètres. Ils se ressemblent fortement. L'appellation, pour les modèles PH 80 & 85 fait référence au nombre de passagers transportables, pour les modèles x/100, elle fait référence à la cylindrée des moteurs Berliet, 6 cylindres de presque 10 litres (9,5 litres) ou 12 litres qui développent 180 ou 240 chevaux. 
Arrivé peu après le PH 80, les PH 8/100 & 10/100 ont été présentés officiellement le 30 septembre 1961. Concurrents directs des SC2 & SC 4, ils offraient plusieurs configurations de portes : 0-4-4 soit pas de portes à l'arrière, nouvelle configuration adaptée au service à agent unique, à la suite de la suppression définitive du receveur qui ne sera effective qu'en 1974, 4-4-4 et une version plus rare en 4-0-4, sans porte centrale. Le dernier Berliet de la série PH, le 10/100 sera produit jusqu'en 1974.
À cette gamme, s'ajoutent les déclinaisons trolleybus :
- VCB 80 - version produite en 1961 avec un équipement de traction Vétra - 5 exemplaires pour Alger,
- VBH 80 - version prototype produite en 1961 en 1 seul exemplaire, testé à Lyon et vendu à Dijon,
- VBH 85 - version produite de 1960 à 1964 à 24 exemplaires : 21 pour les TCL de Lyon, 1 pour Dijon et 2 pour Fribourg,
- EH 100S - version équipée de matériel de traction Sécheron, en 14 exemplaires : 2 pour Fribourg et 12 pour Genève.

### PH 12/180

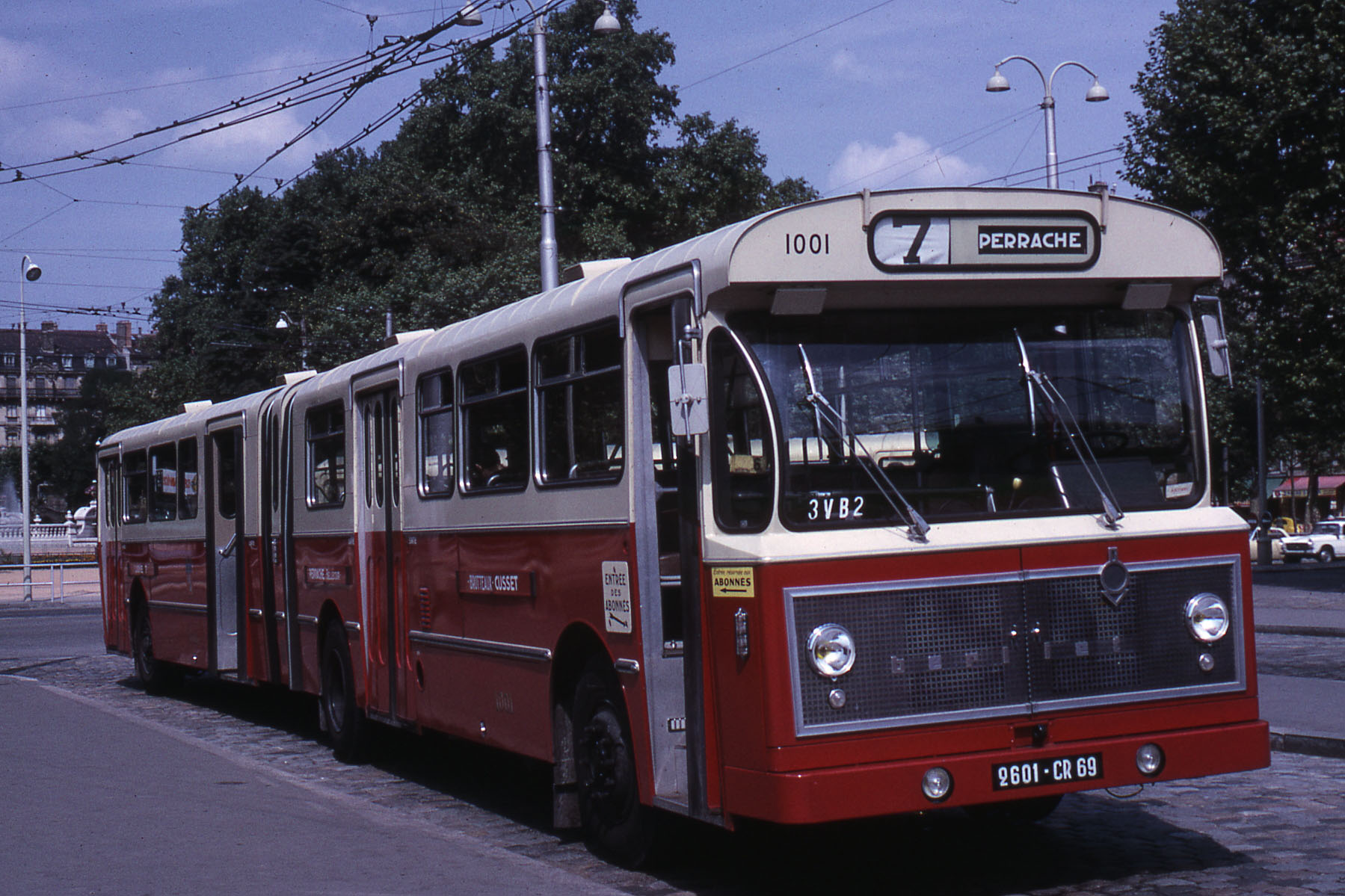
Autobus articulé Berliet PH 12/180 à Lyon

Alors que la demande de transport urbain s'accroit rapidement, à la demande des régies de transport, Berliet propose une version articulée du PH 100, le PH 12/180 en 1966. Il en profite pour équiper le PH 100 de la même face avant entièrement nouvelle avec son parebrise bombé, comme le PCM de 1965. Le PH 12/180 a été le premier autobus articulé produit en France.

### PCM-UC
A la demande du réseau marseillais, Berliet adapte en 1966 la carrosserie du PH sur un châssis de PCM-U donnant alors la version PCM-UC. Ce véhicule étrange et hétérogène, a été fortement pénalisé par sa carrosserie en acier très lourde alors que le PCM disposait d'une carrosserie aluminium. Il ne sera produit qu'à 16 exemplaires.

## Caractéristiques
| Type      | Date production | Longueur (mm) | Empattement (mm) | Hauteur plancher (mm) | Moteur Berliet | Cylindrée (cm3) | Puissance (Ch SAE) | Passagers maxi | Quantité produite (ex.) |
| --------- | --------------- | ------------- | ---------------- | --------------------- | -------------- | --------------- | ------------------ | -------------- | ----------------------- |
| PH 80     | 1959-1962       | 9.680         | 5.000            | 800                   | MH 520         | 7.900           | 150                | 80             | 170                     |
| PH 85     | 1962-1968       | 9.680         | 5.000            | 800                   | MH 520         | 7.900           | 150                | 80             | 146                     |
| PH 8/100  | 1961-1968       | 10.660        | 5.490            | 800                   | MH 520         | 7.900           | 150                | 96             | 200                     |
| PH 10/100 | 1961-1974       | 10.660        | 5.490            | 800                   | MH 620         | 9.500           | 180                | 96             | 1.055                   |
| PH 12/100 | 1969-1973       | 10.810        | 5.490            | 800                   | MH 635         | 12.000          | 200                | 96             | 302                     |
| PH 12/180 | 1966-1973       | 17.930        | 5.530 + 7.660    | 800                   | MH 635C        | 12.000          | 240                | 180            | 81                      |

## Matériel préservé
On peut noter la préservation d'un exemplaire du Berliet PH 8/100 de Limoges datant de 1970 est conservé par l'AMTUIR.